# ケサランタ

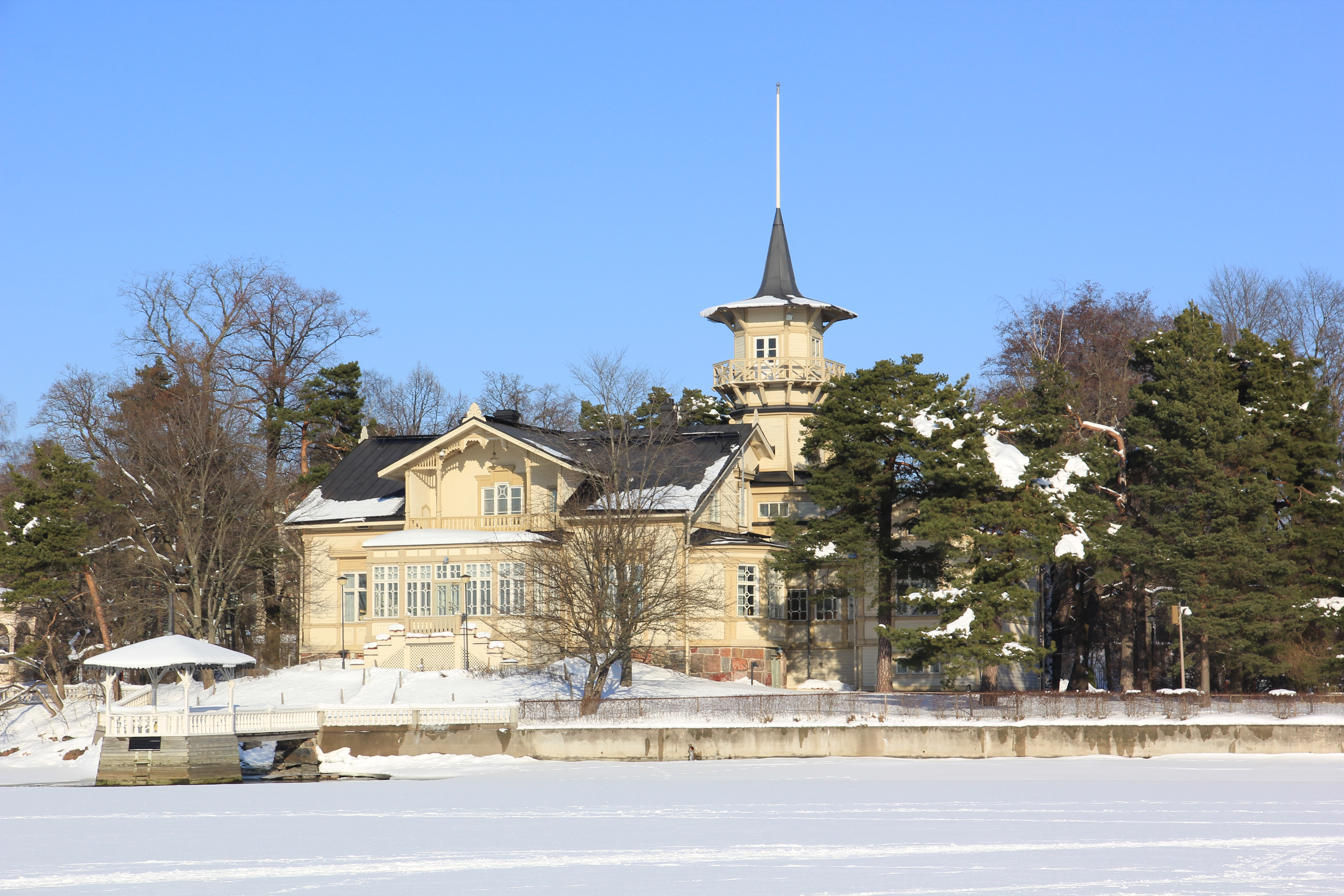
ケサランタ全景

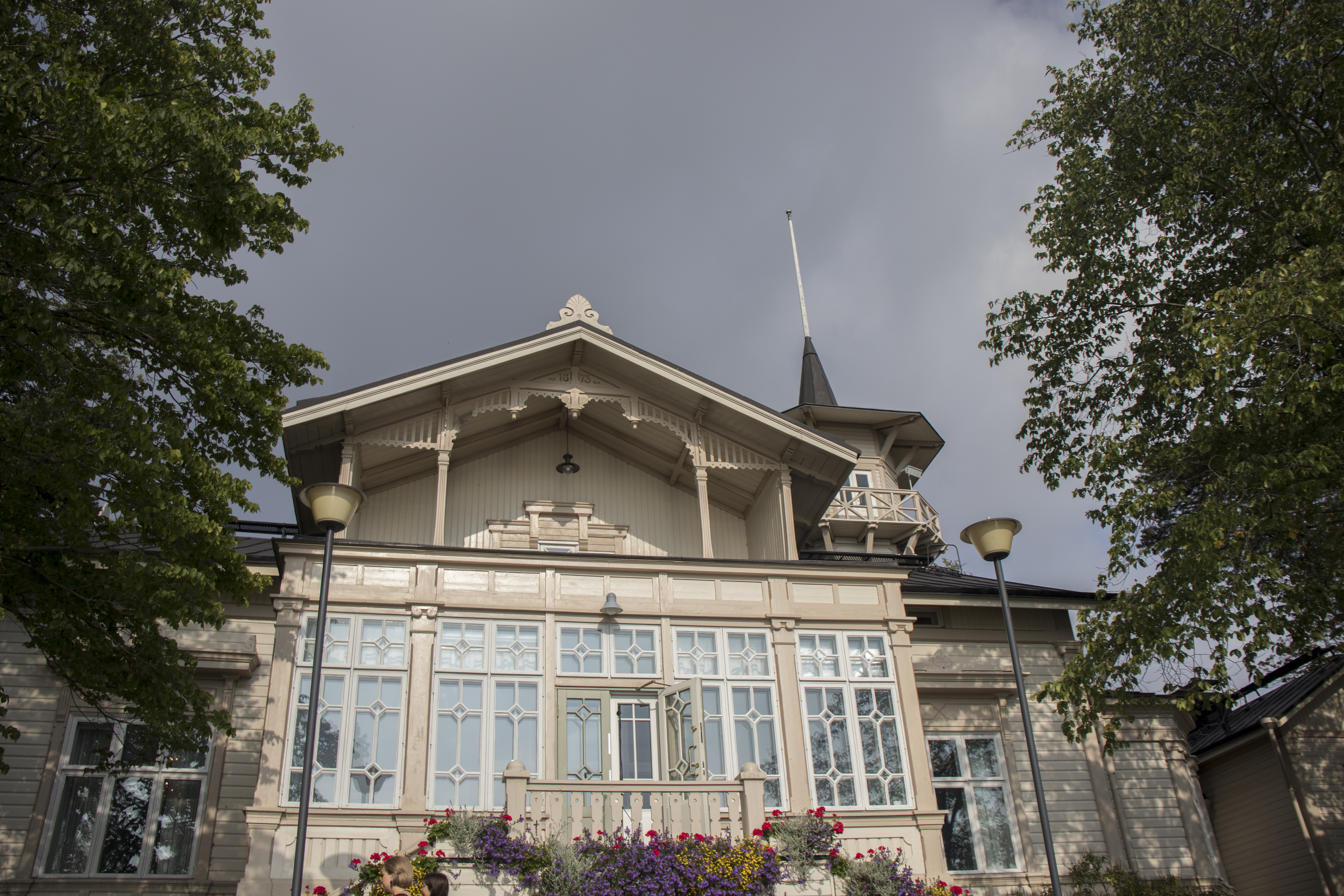
ケサランタ August 2019 05撮影

ケサランタ（Kesäranta、スウェーデン語: Villa Bjälbo）は、フィンランド首相の公邸と称される建物。

## 概要
ケサランタはフィンランドの首都ヘルシンキに設置されており、歴代の首相の公邸として使われてきた歴史を持つ。
現在はフィンランド政府によってケサランタ上空は飛行禁止となっている。
サンナ・マリン首相は2020年8月3日にケサランタで結婚式を行なったと発表した。